# どぶろっくと山岸逢花の ＃やらかしジャッジメント
『どぶろっくと山岸逢花の #やらかしジャッジメント』（どぶろっくとやまぎしあいかの やらかしジャッジメント）は、2021年よりCS放送局・刺激ストロングチャンネルが制作し放送するテレビ番組。

## 概要
刺激ストロングチャンネル製作のバラエティ番組。MCはどぶろっくと山岸逢花。コントの中にもエロがある。笑いの中のエロを極めるため、毎回若手芸人とやらかしガールズが選択された「水着撮影会」、「謝罪会見」、「励まし」、「対談インタビュー」等のシチュエーションを基にオリジナルコントを即興で製作。MC陣が批評していくトークバラエティ。
どぶろっくと山岸逢花は披露されたコントを「おもしろ度」「セクシー度」「やらかし度」の3つの視点からを審査。最下位のやらかしガールには罰ゲームが与えられる。優秀者にはどぶろっく江口からポイントが与えられ、トータル10ポイント獲得達成の際はやらかしレギュラーの座が与えられる。どぶろっく森いわく「みんなが手探りの番組」。
初回放送は2021年11月3日（水曜）23:30から00:00。初回放送分のやらかしガールズは小倉由菜、稲場るか、栗山莉緒。出演芸人はオートクチュール（ワタベ光輝＆アキラ中島）。1か月4回分は同じキャストで放送され、第5週が発生する場合は原則その回までの総集編を放送。
TSUTAYA TVでは全編が順次配信、YouTube・刺激ストロングでは各回のダイジェスト版が配信されている。2022年3月23日放送分第20回で新規撮影はいったん終了。以後もリピート放送が行われている。

## 出演者

### MC
- どぶろっく（森慎太郎、江口直人） ‐ 森の手元にはフライパンとスプーンがあり、ドラ代りとなっている[3]。

- 山岸逢花
- 若月みいな ‐ 規定ポイント獲得により2022年3月2日よりレギュラーやらかしガール。

### マンスリーゲスト
- 2021年11月3日 ‐ 24日：小倉由菜、稲場るか、栗山莉緒　オートクチュール（ワタベ光輝＆アキラ中島）
- 2021年12月1日 ‐ 22日： 唯井まひろ、青木桃、宮沢ちはる　スパイシーガーリック（ 片山智勝・村木侑平）
- 2022年1月5日、12日：加藤ツバキ、小早川怜子、凛音とうか[4]　オートクチュール
- 2022年1月20日、27日：加藤ツバキ、小早川怜子、若月みいな　オートクチュール
- 2022年2月2日 ‐ 23日：蓮実クレア、若月みいな、宮沢ちはる、架乃ゆら[5]　オートクチュール　※山岸が欠席週
- 2022年3月2日 ‐ 23日：夕美しおん、逢見リカ、佐伯由美香　スパイシーガーリック　※森が欠席週

## スタッフ
- ディレクター：毛利英斗[6]
- プロデューサー：布藤淳之介[6]
- 製作：AMP[6]
- 制作著作：トップ・パートナーズ[7]
- 放送：刺激ストロングチャンネル